# Martin Brandt (Schauspieler)
Martin Bernhard Brandt (* 7. Mai 1903 in Landsberg an der Warthe; † 28. Oktober 1989 in Berlin) war ein deutscher Schauspieler.

## Leben
Er begann seine Theaterlaufbahn 1921 in Bamberg und spielte von 1922 bis 1924 in Schaffhausen und anschließend in Stuttgart. Weitere Bühnenstationen waren Koblenz, Breslau, Brieg und Frankfurt (Oder). Gelegentlich arbeitete er auch als Dramaturg und Theaterregisseur.
Seit 1933 lebte er in Berlin. Nach der Machtergreifung der Nationalsozialisten erhielt er als Jude ein Berufsverbot und konnte bis 1941 nur noch im Kulturbund Deutscher Juden auftreten. Im Frühjahr 1941 flüchtete er über Paris und Lissabon in die USA. Dort spielte er unter anderem am Deutschen Theater in New York und am Broadway. Nach seiner Rückkehr nach Deutschland trat er auf Berliner Bühnen auf.
Martin Brandt erhielt auch kleinere Filmrollen. Er verkörperte unter anderem 1962 General Heinz Guderian in Hitler oder 1974 das jüdische Nazi-Opfer Marx in Die Akte Odessa.

## Filmografie (Auswahl)
- 1947: 13 Rue Madeleine
- 1961: Der Teufel kommt um vier (The Devil at 4 O’Clock)
- 1961: Urteil von Nürnberg (Judgment at Nuremberg)
- 1962: Hitler
- 1962: Am schwarzen Fluß (The Spiral Road)
- 1963: Kein Lorbeer für den Mörder (The Prize)
- 1965: Morituri
- 1966: Der Beginn
- 1967: Der Reichstagsbrandprozeß
- 1968: Gift für die Rosen (Fernsehfilm)
- 1970: Schlagzeilen über einen Mord (Fernsehfilm)
- 1971: Der verliebte Teufel
- 1973: Im Schillingshof (Fernsehfilm)
- 1973: Ein Fall für Männdli – Der letzte Wille
- 1974: Ermittlungen gegen Unbekannt
- 1974: Die Akte Odessa (The Odessa File)
- 1975: Der Stechlin (Mehrteiler)
- 1975: Berlin – 0:00 bis 24:00 (Serie)
- 1975: Kommissariat IX (Fernsehserie, Folge „Tamaro-Bau GmbH & Co. KG“)
- 1977: Die Ratten
- 1978: Holocaust – Die Geschichte der Familie Weiss (Mehrteiler)
- 1979: Die Koblanks (TV-Serie)
- 1980: Schicht in Weiß (Serie)
- 1980: Die Formel (The Formula)
- 1981: Der König und sein Narr
- 1988: Die Schauspielerin
- 1989: Spuren